# Ford Center at The Star
O Ford Center at The Star é um estádio coberto com capacidade de 12.000 lugares localizado em Frisco, Texas. Sua principal utilização é como centro de treinamento do Dallas Cowboys, franquia de futebol americano profissional pertencente a National Football League. Mas ele também é utilizado para a Friday Night Stars de Whataburger, evento que ocorre todas as sextas-feiras do futebol americano do colégio público local: a Frisco Independent School District. O espaço, conectado com a sede da franquia do Cowboys tem um total de 36,8 hectares, e um acordo de naming right com a empresa automobilística Ford.

## História
O projeto foi anunciado em 2013 como uma parceria entre a cidade de Frisco e o Dallas Cowboys como parte da "Milha de US$ 5 bilhões" em Frisco Station, Texas. O Ford Center é parte de um empreendimento de 91 acres chamado The Star, que inclui a sede da franquia do Dallas Cowboys e as instalações de treinamento que se mudaram de Valley Ranch, Texas; um hotel da Omni de 300 quartos, além do Dallas Cowboys Ring of Honor Walk, lojas de varejo e espaço de restaurante. O Ford Center no The Star, além do estádio principal, possui campos de prática e um complexo de treinamento esportivo denominado "Centro de Pesquisa e Terapia Esportiva Baylor Scott & White para medicina esportiva".
Em 2015, os Cowboys e a Ford Motor Company assinaram um acordo de dez anos para o naming right do espaço.

## Dallas Rattlers
Em 16 de novembro de 2017, a Major League Lacrosse anunciou que estava transferindo o Rochester Rattlers para Frisco e o Ford Center seria utilizado pelo time. Os Rattlers foram a primeira equipe profissional a jogar nas instalações, sua primeira partida em casa no Ford Center foi em 29 de abril de 2018, contra o Denver Outlaws, a equipe de Dallas venceu na prorrogação por 15 a 14 e um comparecimento relatado de 7.217 pessoas. Os Rattlers, porém, encerraram as operações após a temporada de 2019.

## Texas Revolution
Em 18 de dezembro de 2018, a franquia de showbol, Texas Revolution da liga Champions Indoor Football anunciou que havia assinado um contrato de três anos para jogar suas partidas em casa no Ford Center, começando na temporada de 2019. No entanto, após três partidas em casa em sua primeira temporada na arena, o time foi despejado. Em 9 de maio, a equipe anunciou que havia encerrado as operações depois que não cumpriu suas obrigações financeiras.

## Outros Eventos
- Major League Lacrosse (MLL) sediou a Taça Steinfeld de 2017, final do campeonato da liga da temporada de 2017 no Ford Center.[14] O MLL mais tarde mudou a franquia do Rochester Rattlers para as instalações permanentemente a partir da temporada de 2018.
- A Conference USA, conferência interuniversitária, realiza seus torneios de basquete masculino e feminino de 2018, 2019 e 2020 no The Star em parceria com a Universidade do Norte do Texas, o Dallas Cowboys e a cidade de Frisco.[15]
- Em 16 de junho de 2018, o local sediou uma luta de boxe do campeonato mundial dos meio-médios com Errol Spence Jr. defendendo com sucesso seu título IBF contra o desafiante Carlos Ocampo.[16] Em 2 de fevereiro de 2019, Eleider Álvarez e Sergey Kovalev lutaram na arena pelo título dos meio-pesados da WBO, na qual Kovalev recuperou o título.[17]
- A Alliance of American Football (AAF) estava programada para realizar sua final de 2019 no The Star em 27 de abril, mas a partira não ocorreu depois que a liga suspendeu as operações em 2 de abril.[18] O Sam Boyd Stadium em Las Vegas foi originalmente anunciado como o local sede da partira em outubro de 2018, mas o local foi alterado em março.[19]